# Baba Chan
Baba Chan – wieś w Iranie, w ostanie Kurdystan, w szahrestanie Bidżar. W 2006 roku liczyła 84 mieszkańców.